# Ростовский стрелковый полк народного ополчения
Ростовский стрелковый полк народного ополчения — иррегулярная воинская часть Вооружённых сил СССР, входившая в 1941 — 1942 годах в состав 56-й армии.

## Полное наименование
Ростовский стрелковый полк народного ополчения

## В составе
- Гарнизон города Ростов-на-Дону, 56-я армия, Южный фронт
- 339-я стрелковая дивизия, 56-я армия, Северо-Кавказский фронт
- 339-я стрелковая дивизия, 56-я армия, Черноморская группа войск Закавказского фронта

## История формирования
Во исполнение постановления СНК СССР от 24 июня 1941 года о создании в прифронтовой полосе из числа добровольцев истребительных батальонов для борьбы со шпионско-диверсионными и десантными группами противника Ростовский горком партии и горисполком приняли решение о сформировании отрядов Ростовского народного ополчения. 10 июля начальник Ростовского гарнизона генерал-майор А. А. Гречкин издал приказ о формировании Ростовского стрелкового полка народного ополчения. 10 ноября 1941 года в его состав был включён Ростовский коммунистический полк народного ополчения, состоявший из коммунистов партийных организаций промышленных предприятий, учреждений и учебных заведений города, в основном непризывного возраста, который был сформирован 15 октября. Общая численность полка к моменту его выступления на передовую составляла около 3000 человек.

### Боевой путь
Боевое крещение Ростовский стрелковый полк народного ополчения принял 20 ноября 1941 года, когда передовые части немецких войск уже вступали в Ростов. В этот день военный совет 56-й армии отдал приказ армейским соединениям, понёсшим большие потери в оборонительных боях, отойти на левый берег Дона и занять там оборону. Прикрывать отход и переправу через Дон советских войск было поручено частям Ростовского гарнизона, основу которого составляли 33-й мотострелковый полк, 230-й конвойный полк НКВД и Ростовский полк народного ополчения. Стойкое сопротивление этих частей обеспечило успешный вывод войск 56-й армии на новые позиции.
При подготовке Ростовской наступательной операции перед частями Ростовского гарнизона была поставлена задача первыми форсировать Дон и закрепиться на правом берегу реки. В ночь с 27 на 28 ноября 2-й батальон полка во главе с командиром батальона Репиным Г. К. (до войны инженер треста «Кавэлектромонтаж») переправился по тонкому льду Дона в районе цементно-шиферного завода и закрепился в развалинах главного корпуса. Затем реку форсировали остальные подразделения полка. Захватив плацдарм на правом берегу, от цементно-шиферного завода до железнодорожного моста, ополченцы удерживали его до подхода основных сил. В ночь с 28 на 29 ноября ополченцы, вооружённые только ручным огнестрельным оружием и гранатами, атаковали вражеские доты, забросав их связками гранат. В 9 часов утра полк сломал оборону противника и начал развивать наступление вглубь города, освободив Железнодорожный район и центральную часть Ростова. За умелые боевые действия при освобождении города, высокую боеспособность, мужество и отвагу личного состава 29 декабря 1941 года Ростовский полк народного ополчения был зачислен в кадровые части Красной Армии.
В июле 1942 года, когда немецкие войска вновь подступили к Ростову, перед полком была поставлена задача: занять оборону на участке поселок им. Чкалова — аэропорт — станица Аксайская и прикрыть переправы через Дон, по которым отступали части 56 А. Полк оставлял город в последний момент и его переправа через Дон проходила под массированным вражеским обстрелом. Из 2 000 человек, выступивших из Ростова, к станице Кагальницкой вышло всего около 800 ополченцев.
Осенью 1942 года полк, включённый в состав 339-й стрелковой дивизии, сражался в предгорьях Кавказа, защищал Папайский перевал, прикрывая дорогу Новороссийск — Туапсе. К октябрю в составе полка оставалось всего 140 человек.
За мужество и героизм, проявленные в боях за город Ростов-на-Дону и на Северном Кавказе, 37 бойцов и командиров Ростовского стрелкового полка народного ополчения были награждены орденами и медалями.

### Состав полка
- Штаб
- Три стрелковых батальона
- Отдельный взвод связи
- Отдельный санитарный взвод[6]

### Штаб полка
Командиры полка:
- июль 1941 — август 1942 г. — Варфоломеев Михаил Александрович (до войны — капитан запаса, заместитель директора автосборочного завода)
- август — сентябрь 1942 г. — Скачков Николай Фёдорович, майор (до назначения — зам. ком. полка по строевой части)

Военком полка — Штахановский Порфирий Александрович (до войны — начальник отдела рабочих кадров управления Северо-Кавказской железной дороги)
Начальник штаба — Плютто Василий Васильевич (до войны — служащий управления Северо-Кавказской железной дороги)

## Память
- В память о Ростовском стрелковом полку народного ополчения его название присвоено одной из площадей Ростова-на-Дону. В 2005 году на площади был установлен памятный знак.
- Имена пятнадцати героев-ополченцев: М. А. Варфоломеева [7], А. С. Катаева[8], В. П. Текучева [9], Т. А. Малюгиной, А. А. Арефьева[10], Н. Ф. Скачкова, П. М. Юфимцева, Г. А. Деревянко, М. М. Горбачева, Ф. Я. Ищенко[11], А. А. Ивахненко, Саши Чебанова[12], П. А. Штахановского, К. Поповского, А. А. Самошкина[13] присвоены улицам города.
- На Братском кладбище в Ростове сооружен памятник Памятник бойцам народного ополчения на Братском кладбище Ростова-на-Дону.

Памятник бойцам народного ополчения на Братском кладбище Ростова-на-Дону.

- На зданиях Ростовского государственного строительного университета, средних школ № 43 и № 60 установлены мемориальные доски в память о том, что здесь в первые месяцы Великой Отечественной войны сформировались подразделения Ростовского полка народного ополчения.
- В городском физико-математическом лицее № 33 (бывшая средняя школа № 33) создан музей Ростовского народного ополчения; сам лицей носит имя Ростовского стрелкового полка народного ополчения[14], о чём гласит памятная доска на здании лицея.

Памятные доски
Третьему батальону ополчения
Малюгиной и Ивахненко
На здании лицея № 33